# 霍羅斯特基夫
49°12′34″N 25°55′03″E / 49.20944°N 25.91750°E

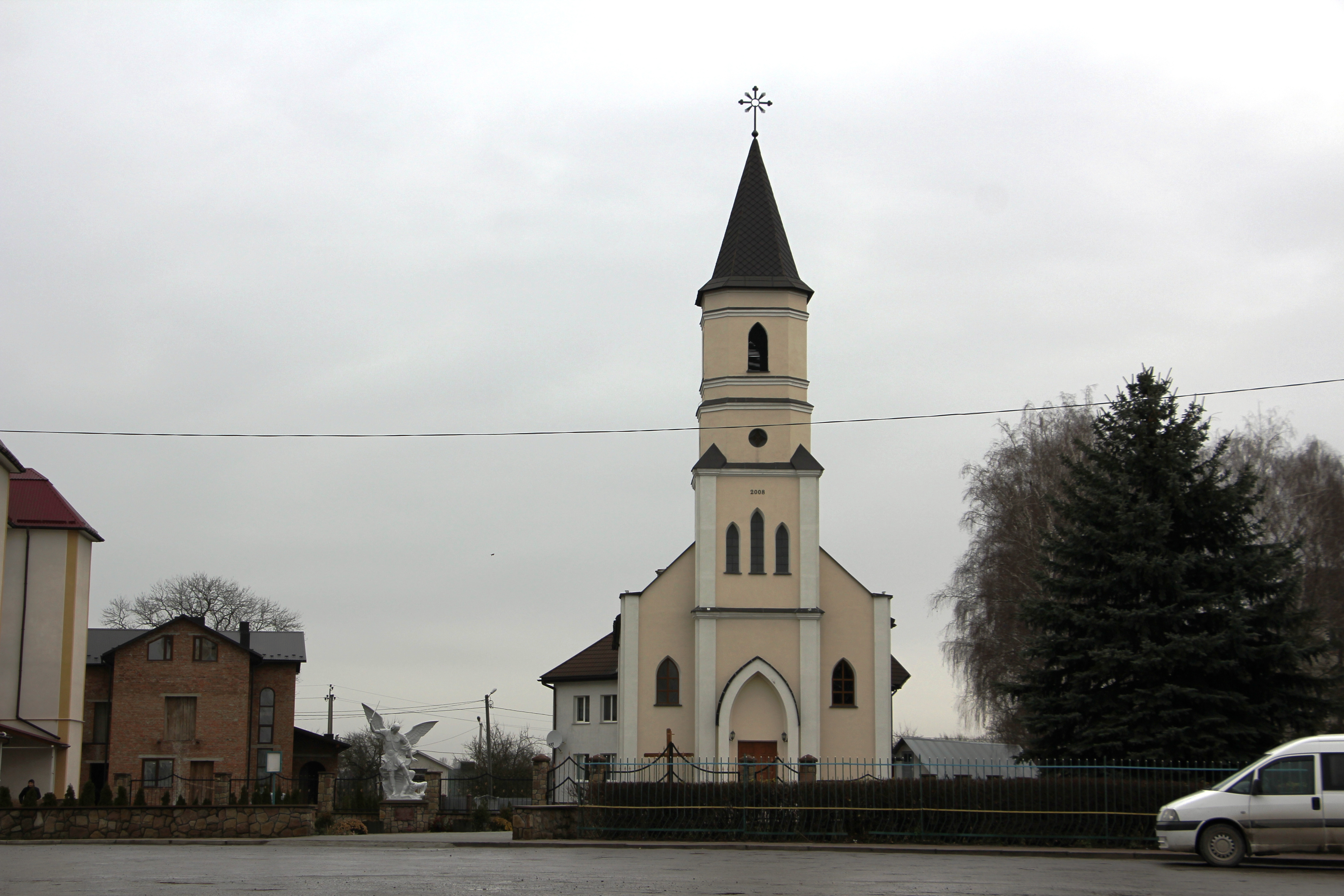
约建于1870年的教堂

霍羅斯特基夫（烏克蘭語：Хоростків），又按俄语名译为霍罗斯特科夫，是位於烏克蘭西部的城市，由捷爾諾波爾州喬爾特基夫區的霍羅斯特基夫市鎮負責管轄。該市距離州府捷爾諾波爾43公里，始建於1564年，海拔高度320米，面積9.51平方公里，2010年人口7,096。